# جزيرة غوا غوا
جزيرة غوا غوا وهي جزيرة من جزر إندونيسيا، وتقع في إقليم جاوة الشرقية.